# Masters de París 2003
El Masters de París 2003 (también conocido como 2003 BNP Paribas Masters por razones de patrocinio) fue un torneo de tenis jugado sobre moqueta. Fue la edición número 32 de este torneo. Se celebró entre el 27 de octubre y el 2 de noviembre de 2003. 

## Campeones

### Individuales masculinos
Tim Henman vence a  Andrei Pavel 6–2, 7–6(8–6), 7–6(7–2).

### Dobles masculinos
Wayne Arthurs /  Paul Hanley vencen a  Michaël Llodra /  Fabrice Santoro, 6–3, 1–6, 6–3
| Predecesor: París 2002 | Masters de París 2003 | Sucesor: París 2004 |